# Concilio de Roma (1083)
En 1083 el papa Gregorio VII convocó un concilio. 
En él habló tan fuertemente de la Fe, de la Moral Cristiana, y de la constancia necesaria en la persecución, que enterneció a toda la Asamblea. No renovó la excomunión contra Enrique pero la pronunció contra cualquiera que impidiese a los que querían ir a Roma a este mismo Concilio. Se declararon por nulas las ordenaciones hechas contra los Cánones. Se declararon también nulas las penitencias que no fueran conformes a las máximas de los Santos Padres. Se ordenó a los Obispos que hicieran enseñar las letras en sus Iglesias y se les prohibió tolerar la incontinencia de los Clérigos. 
Entretanto llegó Enrique a Roma el 21 de marzo del año 1084: ya hac siete años que duraba esta división entre el Papa y él. Hizo entronizar al Antipapa Guiberto, con el nombre de Clemente III de quien recibió la Corona Imperial el día de Pascua, mientras Gregorio se había salvado en el Castillo de Sant Angelo.